# 骨咄禄
骨咄禄（7世纪？—691年），又作骨笃禄，武则天给他改名不卒禄，阿史那氏，后突厥汗国（682～744）的创建者，在鄂爾渾碑銘中被稱為颉跌利施可汗（转写：Elteris qaγan）。在起兵攻唐后，他率领突厥人复国。
他是东突厥颉利可汗的疏属族人，世袭吐屯。东突厥亡国后，其祖父为唐朝任命的单于都护府右厢云中（今内蒙古河套）都督舍利元英部将，世袭吐屯啜。阿史那伏念反唐兵败后，682年，骨咄禄纠散亡之众七百，召众退据总材山，占领黑沙城（今内蒙古呼和浩特西北達茂旗境內），683年进攻蔚州，击败唐军。此后连年侵犯唐朝边境，势力趋于壮大，乃自立为颉跌利施可汗，并得谋臣阿史德元珍，令之掌管兵马，为阿波达干。以弟默啜为设，咄悉匐为叶护。後率军五千占领漠北的乌德鞬山（今蒙古国杭爱山一带），重建突厥政权，即“后东突厥”或“后突厥汗国”，在黑沙城建南牙。此后，他东征契丹，北征九姓铁勒，称雄漠北，扩地甚多。并入犯中原，相继攻掠并州、定州、妫州。687年，大败唐将爨宝璧部。一生征战四十七次，身经二十战。691年，病卒。子默棘连年幼，弟默啜自立为汗。